# Pindaja
Pindaja (burmansko ပင်းတယမြို့) je mesto v državi Šan v Mjanmarju. Leži v zahodnem delu države v mestnem okrožju Pindaja v okrožju Taundži. Znano je predvsem po svojih apnenčastih jamah, imenovanih jame Pindaja, v katerih je na tisoče Budovih podob, namenjenih čaščenju v stoletjih. Je tudi eno izmed mest, ki gosti potujočo tržnico vsak peti dan. 
Pindaja je na nadmorski višini 1183 m ob jezeru Pone Ta lote.
Pindaja je eno ključnih mest, v katerih izdelujejo dežnike v lokalnem slogu iz šanskega papirja. V četrti Ngetpjaudau je okoli 20 točk, na katerih si turisti lahko ogledajo izdelavo tradicionalnih dežnikov.
Na zahodnem pobočju Pjadalin je prazgodovinska jama, ki je bila prvič odkrita leta 1960. V jami so vidne jamske poslikave.

## Etimologija
Po lokalni legendi izraz pindaja izhaja iz besede pinguja, kar pomeni v prevodu iz burmanščine ubiti pajka. Nekoč naj bi v jamah živeli veliki pajki, ki so ujeli lokalno princeso. Princesa je bila rešena, ko je pajka velikana z lokom in puščico ubil princ. Ko je bil pajek ubit, je princ vzkliknil, da je ubil pajka. Tako je vzklik postal ime regije in mesta Pindaja.

## Jame Pindaja
Starodavne jame so približno eno miljo jugozahodno od mesta. Do njih se da pripeljati z avtomobilom, vztrajnejši pa lahko gredo po 200 stopnicah, ki vodijo do vhoda v jamo. Kompleks je labirint, sestavljen iz številnih jam.